# Phanerotoma longiradialis
Phanerotoma longiradialis är en stekelart som beskrevs av Van Achterberg 1990. Phanerotoma longiradialis ingår i släktet Phanerotoma och familjen bracksteklar. Inga underarter finns listade i Catalogue of Life.